# Episodi di Ragionevoli dubbi (seconda stagione)
La seconda stagione della serie televisiva Ragionevoli dubbi è stata trasmessa in anteprima negli Stati Uniti d'America dalla NBC tra il 29 settembre 1992 e il 27 aprile 1993.
| nº | Titolo originale                      | Titolo italiano | Prima TV USA      | Prima TV Italia |
| -- | ------------------------------------- | --------------- | ----------------- | --------------- |
| 1  | Lifelines (Part 1)                    |                 | 29 settembre 1992 |                 |
| 2  | Lifelines (Part 2)                    |                 | 29 settembre 1992 |                 |
| 3  | FAP                                   |                 | 6 ottobre 1992    |                 |
| 4  | Moment of Doubt                       |                 | 27 ottobre 1992   |                 |
| 5  | Mercury in Retrograde                 |                 | 10 novembre 1992  |                 |
| 6  | Try to Be Nice, What Does It Get You? |                 | 17 novembre 1992  |                 |
| 7  | Brother's Keeper                      |                 | 1º dicembre 1992  |                 |
| 8  | Self Defense                          |                 | 8 dicembre 1992   |                 |
| 9  | A Rose Is a Rose                      |                 | 15 dicembre 1992  |                 |
| 10 | Silence                               |                 | 22 dicembre 1992  |                 |
| 11 | Legacy                                |                 | 5 gennaio 1993    |                 |
| 12 | Two Women                             |                 | 12 gennaio 1993   |                 |
| 13 | The Iceman                            |                 | 19 gennaio 1993   |                 |
| 14 | Run Through the Jungle                |                 | 26 gennaio 1993   |                 |
| 15 | Thank God, It's Friday                |                 | 26 gennaio 1993   |                 |
| 16 | Sister, Can You Spare a Dime?         |                 | 13 marzo 1993     |                 |
| 17 | Crumbling Systems                     |                 | 20 marzo 1993     |                 |
| 18 | Diminished Capacity                   |                 | 27 marzo 1993     |                 |
| 19 | Wish You Were Here                    |                 | 3 aprile 1993     |                 |
| 20 | The Ties That Bind (Part 1)           |                 | 13 aprile 1993    |                 |
| 21 | The Ties That Bind (Part 2)           |                 | 13 aprile 1993    |                 |
| 22 | Trust Me on This (Part 1)             |                 | 27 aprile 1993    |                 |
| 23 | Trust Me on This (Part 2)             |                 | 27 aprile 1993    |                 |